# Ado Broodboom
Ado Broodboom (Amsterdam, 14 november 1922 – aldaar, 18 juli 2019) was een Nederlands jazz-trompettist. Hij werd in de jaren vijftig en zestig van de twintigste eeuw beschouwd als dé Nederlandse jazz-trompettist en maakte deel uit van The Ramblers en Boy's Big Band.

## Levensloop

### Jeugd
Broodboom werd geboren in Amsterdam, als zoon van een Nederlandse moeder en een Surinaamse vader. Hij volgde van 1938 tot 1941 trompetlessen onder Marinus Komst aan het Conservatorium van Amsterdam, nadat hij op twaalfjarige leeftijd interesse voor het instrument had opgevat.

### 1940 – 1950
Na zijn opleiding voegde hij zich bij diverse dansorkesten als trompettist-accordeonist. Een daarvan was de Micro Rhythme Club (later Louis van der Steen en zijn Solisten), waar Broodboom van 1941 tot 1945 bij betrokken was. Sinds mei 1943 maakte zangeres Melly Sudy ook deel uit van deze formatie. Een jaar later trouwden beiden met elkaar.
Van 1946 tot 1947 speelde Broodboom bij The Grasshoppers, waarmee hij samen met zijn vrouw (opnieuw als zangeres) landen als Spanje en Zwitserland bezocht. Lid van deze formatie was ook Kid Dynamite, met wie hij na afloop in Nederland diverse concerten gaf. Hierna trad Broodboom toe tot het orkest van Piet van Dijk, waar hij Wessel Ilcken en Rita Reys ontmoette. Broodboom heeft naar eigen zeggen zijn populariteit te danken aan Ilcken.

### 1950 – 1960
In 1952 kwam Broodboom opnieuw in aanraking met Kid Dynamite, met wie hij optredens gaf in de Amsterdamse jazzclub Casablanca en in Zweden. Broodboom richtte na deze reis de formatie Ado Moreno's Jazz Group op, met Rob Madna op piano, Dick Bezemer op bas, Sandy Mosse op tenorsax, Herman Schoonderwalt op altsax en Cees See op drums. In april 1954 gaf Ado Moreno's Jazz Group een optreden in Rotterdam, waarna een tournee in Zweden volgde.
De eerste plaat van Broodboom werd in november 1956 opgenomen, samen met jazzmuzikant Herbie Mann en het Wessel Ilcken Combo. Een jaar later werd hij lid van radio-orkest The Ramblers, volgens toenmalig bandleider Theo Uden Masman onder meer om zijn eigen geluid en improvisaties.
Broodboom werd door het jazztijdschrift Rhythme driemaal, van 1958 tot 1960, uitgeroepen tot beste trompettist.

### 1960 – 1980
In 1960 organiseerde Broodboom samen met Boy Edgar en dagblad Het Vrije Volk een eenmalig optreden in het Concertgebouw. De hieruit voortkomende Boy's Big Band werd later door de VARA uitgenodigd voor enkele radio-optredens en gaf optredens in binnen- en buitenland.
Dezelfde omroep hief in 1964 The Ramblers op voor het VARA Dansorkest. Broodboom voegde zich bij deze formatie. In 1974 richtten Jack Bulterman en Marcel Thielemans The Ramblers opnieuw op en Broodman maakt opnieuw deel uit van deze formatie.
In het voorjaar van 1974 gaf Broodboom in de Carnegie Hall een optreden voor de 75ste verjaardag van de Amerikaanse jazzmuzikant Duke Ellington, samen met de Boy Edgar Sound en Gerrie van der Klei. In 1979 verscheen de lp Music Was His Mistress, An Hommage To Edward Kennedy Ellington, waarop Broodboom ook te horen was.
Broodboom sloot rond 1980 zijn muziekcarrière af.